# 斯庫奧達斯區
斯庫奧達斯區是立陶宛克萊佩達縣内的市镇，位于该国最西北部，行政中心为斯庫奧達斯。市镇面積为911平方公里，2020年人口数量为16,078人。